# 加尔奈
加尔奈（法語：Garnay，法語發音：[ɡaʁnɛ]）是法国厄尔-卢瓦省的一个市镇，位于该省北部，属于德勒区。

## 地理
加尔奈（48°42'18"N, 1°20'15"E）面积14.13 平方千米，位于法国中央-卢瓦尔河谷大区厄尔-卢瓦省，该省份为法国北部内陆省份，北起顺时针与厄尔省、伊夫林省、埃松省、卢瓦雷省、卢瓦-谢尔省、萨尔特省和奧恩省接壤。
与加尔奈接壤的市镇（或旧市镇、城区）包括：特雷翁、韦尔努耶。

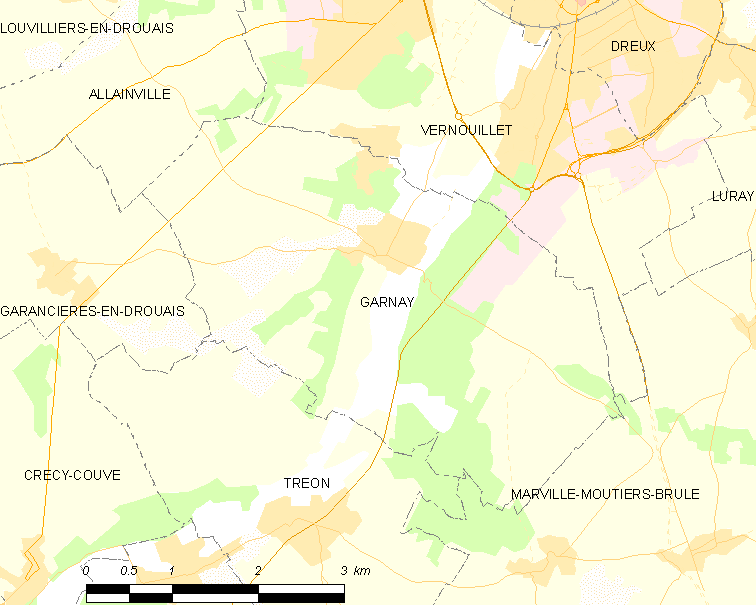
加尔奈的OSM定位图

加尔奈的时区为UTC+01:00、UTC+02:00（夏令时）。

## 行政
加尔奈的邮政编码为28500，INSEE市镇编码为28171。

## 政治
加尔奈所属的省级选区为德勒第一县。

## 人口

1962-2008年间加尔奈人口变化图示

加尔奈于2022年1月1日时的人口数量为1000人。